# Izraelská okupace arabských území
Po šestidenní válce v roce 1967 byla Izraelem okupována území arabských států, jmenovitě Egypta, Sýrie a Jordánska. Izraelská armáda obsadila západní břeh Jordánu, Sinajský poloostrov, pásmo Gazy a Golanské výšiny.

## Vznik vojenské správy
Šestidenní válka propukla 5. června úderem izraelského letectva proti leteckým základnám Egypta a skončila 10. června, kdy Izrael ukončil bojové akce. Arabská koalice v ní utrpěla zdrcující porážku – Egypt ztratil Gazu a celý Sinaj, Jordánsko Východní Jeruzalém a celý Západní břeh Jordánu a Sýrie Golanské výšiny. Celkově se izraelské území rozrostlo trojnásobně a židovský stát "získal" přibližně jeden milion Arabů. Tato územní expanze vedla k ustavení vojenské vlády na těchto územích, která měla za úkol řídit záležitosti arabského obyvatelstva těchto teritorií. Tato území byla spravována jako vojensky okupované území podle čtvrté ženevské úmluvy s výjimkou východního Jeruzaléma, který byl začleněn do městské správy Jeruzaléma.

## Zánik vojenské správy
V roce 1981 byla na základě dohod z Camp Davidu vojenská správa změněna na civilní. V témže roce byly Golanské výšiny připojeny k izraelskému území (anektovány). V roce 1982 byl na základě Egyptsko-izraelské mírové smlouvy navrácen Sinajský poloostrov Egyptu, čímž pod izraelskou civilní správou zůstalo území západního břehu Jordánu a pásma Gazy. Tato správa funguje de jure dodnes (2022), de facto tato území od roku 1994 ovládá Palestinská samospráva, respektive stát Palestina. 